# Шишино (Белгородская область)
Шишино — село в Белгородском районе Белгородской области. Входит в состав Беломестненского сельского поселения.

## География
Село расположено на юго-западе Белгородской области, на расстоянии примерно 21 км (по прямой) к северо-востоку от рабочего посёлка Майский, административного центра района.
Часовой пояс
Село Шишино как и вся Белгородская область, находится в часовой зоне МСК (московское время). Смещение применяемого времени относительно UTC составляет +3:00.

## Население
| 2002 | 2010 |
| ---- | ---- |
| 344  | ↗400 |

Национальный состав
Согласно результатам переписи 2002 года, в национальной структуре населения русские составляли 69 % из 346 чел.